# Enric Nolla
Enric Nolla (Caracas, 1966) es un autor teatral y pedagogo venezolano que ha desarrollado su obra en Barcelona (España) a partir de 1991.

## Biografía
Se formó como dramaturgo en los talleres de José Sanchís Sinisterra. Es profesor de dramaturgia y escritura teatral en el Instituto del Teatro de Barcelona. Su obra ha sido traducida al castellano, griego y el alemán.
Entre sus trabajos más destacados está la tragedia rural Hurracà, finalista del premio Ignasi Iglésias 1995. Estrenó À pas de gel en el desert en el festival de Sitges de 1996.

## Textos realizados
- Librium (1995)
- A pas de gel en el desert (1996)
- Hurracan(1998)
- L'Illa dels dragons (1999)
- Tractat de blanques (2001)
- Sortida d'emergència (2003)
- Safari (2005)
- Còlera (2006)
- El berenar dUlisses (2010)
- 7/24 o la llegenda de l'home que flota sobre els parcs (2012)
- No em diguis que ens menja la nit (2013)
- Visita a les zones humides de la reserva (2015)
- Tu no surts a la foto (2016)[2]